# Житомиргаз
Житомиргаз - предприятие, обеспечивающее газоснабжение и газораспределение на территории города Житомир и Житомирской области.

## История
Газификация Житомирской области началась в соответствии с пятым пятилетним планом восстановления и развития народного хозяйства СССР. В мае 1954 года были выделены средства на разработку проектно-конструкторской документации и строительство отвода от магистрального газопровода "Дашава — Киев" до Житомира, 1 июля 1955 года Житомир был включён в перечень городов, газификацию которых следовало осуществить в 1956 - 1960 годы.
10 ноября 1955 года исполком Житомирского городского совета депутатов трудящихся утвердил решение № 803 «Про подготовку к запуску в эксплуатацию сетей и объектов газификации г. Житомира первой очереди», в это же время было принято решение о переводе на природный газ коммунальной электростанции города.
В дальнейшем, был построен первый газорегуляторный пункт и введено в эксплуатацию 8,6 км распределительных газопроводов, газифицированы первые 700 квартир. Работы по эксплуатации газового хозяйства и газоснабжению первоначально выполнял городской водоканал.
16 декабря 1955 была создана производственно-эксплуатационная контора «Житомиргаз».
В августе - октябре 1975 года в результате объединения Бердичевской, Житомирской, Коростенской и Новоград-Волынской газовых контор было создано Житомирское производственное объединение газового хозяйства «Житомиргаз».
В 1976 году было завершено формирование единой системы газового хозяйства на территории области.
В октябре 1985 года была проведена реорганизация: из структуры ПО "Житомиргаз" было выделено Житомирское управление газового хозяйства, в состав которого передали службу внутридомового газового оборудования, аварийно-диспетчерскую службу, службу подземных газопроводов и часть автотранспорта.
В дальнейшем, были построены газонаполнительная станция с парком единовременного хранения 1000 природного газа и эксплуатационные базы во всех районах Житомирской области.
После провозглашения независимости Украины ПО "Житомиргаз" было преобразовано в открытое акционерное общество.
После создания 16 июля 1996 года государственной акционерной холдинговой компании "Укргаз" предприятие перешло в ведение компании.
В августе 1997 года предприятие по газоснабжению и газификации ОАО "Житомиргаз" было отнесено к категории предприятий, имеющих стратегическое значение для экономики и безопасности Украины.
После создания в 2000 году компании «Газ Украины» «Житомиргаз» было передано в ведение ДК «Газ Украины».
В июне 2009 года на баланс "Житомиргаз" передали дополнительные распределительные газопроводы, ранее находившиеся в государственной собственности.

## Современное состояние
"Житомиргаз" обслуживает 11,1 тыс. км распределительных газопроводов и сетей, 570 газораспределительных пунктов, 36,1 тыс. домовых регуляторов давления газа, 1117 установок защиты газопроводов от электрохимической коррозии. 